# کلیر جیکوبز
کلیر جیکوبز (انگلیسی: Clare Jacobs; ۱۸ فوریهٔ ۱۸۸۶ – ۲۱ فوریهٔ ۱۹۷۱) ورزشکار دو و میدانی اهل ایالات متحده آمریکا بود.